# Aleatoriedad espacial completa
En el ámbito de la estadística, la aleatoriedad espacial completa describe un proceso puntual en el cual eventos puntuales ocurren dentro de una región de estudio de una manera absolutamente aleatoria. Este proceso es a menudo modelado utilizando un único parámetro, o sea la densidad de puntos, {\displaystyle \rho } dentro de una región determinada. Esto también es denominado un proceso de Poisson espacial.
En numerosos contextos se presenta información como conjuntos de puntos distribuidos irregularmente en una región del espacio, como por ejemplo las ubicaciones de los árboles en un bosque, la distribución de los nidos de las aves, los núcleos en los tejidos, o de personas enfermas dentro de una población bajo riesgo. Se denomina a estos conjuntos de datos un patrón de puntos espaciales y las ubicaciones se denominan eventos, para diferenciar a estos de puntos aleatorios en la región bajo análisis.

## Modelo
La hipótesis de aleatoriedad espacial completa de un patrón espacial de puntos establece que: el número de eventos en cualquier región obedece a una distribución de Poisson con un contaje medio por subdivisión uniforme. La intensidad de eventos no varía a lo largo del plano. Esto implica que no existen interacciones entre los eventos. Por ejemplo, se violaría la suposición de independencia si la existencia de un evento motivara o inhibiera la ocurrencia de otros eventos en su proximidad. El estudio de la aleatoriedad espacial completa es esencial para comparar mediciones de fuentes experimentales. Como método de prueba estadístico, el test de aleatoriedad espacial completa posee numerosas aplicaciones en las ciencias sociales y estudios astronómicos.

## Distribución
La probabilidad de encontrar exactamente {\displaystyle k} puntos dentro de la región es por lo tanto:
{\displaystyle P(k,\rho ,V)={\frac {(V\rho )^{k}e^{-(V\rho )}}{k!}}.\,\!}
Cuyo primer momento, el número promedio de puntos en la región, es {\displaystyle \rho V}. Este valor resulta intuitivo ya que es el parámetro de frecuencia de Poisson.
La probabilidad de que el vecino {\displaystyle N^{\mathrm {th} }} de un punto dado, se encuentre a una distancia radial {\displaystyle r} es:
{\displaystyle P_{N}(r)={\frac {D}{(N-1)!}}{\lambda }^{N}r^{DN-1}e^{-\lambda r^{D}},}
donde {\displaystyle D} es el número de dimensiones, y {\displaystyle \Gamma } es la función Gamma, que cuando su argumento es entero es simplemente la función factorial. {\displaystyle \lambda } es un parámetro dependiente de la densidad, dado por la expresión:
{\displaystyle \lambda ={\frac {\rho \pi ^{\frac {D}{2}}}{\Gamma ({\frac {D}{2}}+1)}}.}
El valor esperable de {\displaystyle P_{N}(r)} puede ser obtenido mediante el uso de la función Gamma utilizando momentos estadísticos. El primer momento es la distancia entre partículas aleatoriamente distribuidas en {\displaystyle D} dimensiones.